# Didymostigma trichanthera
Didymostigma trichanthera là một loài thực vật có hoa trong họ Tai voi. Loài này được C.X.Ye & X.G.Shi mô tả khoa học đầu tiên năm 2005.